# Jacek Madany
Jacek Wojciech Madany – polski weterynarz, dr hab. nauk weterynaryjnych, adiunkt i kierownik Katedry i Kliniki Chorób Wewnętrznych Zwierząt Wydziału Medycyny Weterynaryjnej Uniwersytetu Przyrodniczego w Lublinie.

## Życiorys
W 1982 ukończył studia weterynaryjne w Akademii Rolniczej w Lublinie, 9 czerwca 1993 obronił pracę doktorską Zawartość ołowiu, kadmu, miedzi, cynku i żelaza w wybranych narządach i krwi psów pochodzących z regionów o różnym stopniu zanieczyszczenia przemysłowego, 31 stycznia 2008 habilitował się na podstawie pracy zatytułowanej Badania nad zaćmą u psów ze szczególnym uwzględnieniem stanu antyoksydacyjnego.
Jest adiunktem i kierownikiem w Katedrze i Klinice Chorób Wewnętrznych Zwierząt na Wydziale Medycyny Weterynaryjnej Uniwersytetu Przyrodniczego w Lublinie.